# Benim nos Jogos Olímpicos de Verão de 2008
O Benim enviou uma equipe de cinco atletas para competir nos Jogos Olímpicos de Verão de 2008, em Pequim, na China.

## Desempenho

### Atletismo
Masculino
| Atleta           | Evento     | Preliminares | Preliminares | Quartas     | Quartas     | Semifinal   | Semifinal   | Final       | Final       |
| Atleta           | Evento     | Marca        | Posição      | Marca       | Posição     | Marca       | Posição     | Marca       | Posição     |
| ---------------- | ---------- | ------------ | ------------ | ----------- | ----------- | ----------- | ----------- | ----------- | ----------- |
| Mathieu Gnanligo | 400 metros | 47s10        | 49º          | Não avançou | Não avançou | Não avançou | Não avançou | Não avançou | Não avançou |

Feminino
| Atleta          | Evento     | Preliminares | Preliminares | Quartas     | Quartas     | Semifinal   | Semifinal   | Final       | Final       |
| Atleta          | Evento     | Marca        | Posição      | Marca       | Posição     | Marca       | Posição     | Marca       | Posição     |
| --------------- | ---------- | ------------ | ------------ | ----------- | ----------- | ----------- | ----------- | ----------- | ----------- |
| Fabienne Feraez | 200 metros | 20s07        | 40º          | Não avançou | Não avançou | Não avançou | Não avançou | Não avançou | Não avançou |

### Natação
Masculino
| Alois Dansou | 50 m livre | 24s54 | 62º | Não avançou | Não avançou | Não avançou | Não avançou | Não avançou | Não avançou |

Feminino
| Gloria Koussihouede | 50 m livre | 37s09 | 88º | Não avançou | Não avançou | Não avançou | Não avançou | Não avançou | Não avançou |

### Taekwondo
Masculino
| Atleta            | Evento | Preliminares           | Quartas                | Semifinais             | Repescagem 1ª rodada   | Repescagem 2ª rodada   | Final                  |             |
| Atleta            | Evento | Adversário e resultado | Adversário e resultado | Adversário e resultado | Adversário e resultado | Adversário e resultado | Adversário e resultado |             |
| ----------------- | ------ | ---------------------- | ---------------------- | ---------------------- | ---------------------- | ---------------------- | ---------------------- | ----------- |
| Moloïse Ogoudjobi | −58 kg | THA C. Khawlaor D 2-4  | Não avançou            | Não avançou            | Não avançou            | Não avançou            | Não avançou            | Não avançou |